# Appunti verso la fine del mondo
Appunti verso la fine del mondo è un singolo del gruppo musicale italiano The Sun, pubblicato il 28 dicembre 2020. Al lancio del singolo hanno fatto seguire la campagna solidale "Diamo ossigeno al futuro" per sostenere l'azienda ZeroCO2, che promuove la riforestazione e contrasta la crisi climatica.
Successivamente la canzone è entrata a far parte come traccia bonus dell'edizione deluxe dell'album Qualcosa di vero, pubblicata il 26 maggio 2023 in vinile.

## Descrizione
Scritta nel 2019, la canzone racconta di un padre che, interrogandosi sul futuro dei figli in un tempo reso incerto da emergenze sociali, climatico-ambientali, migratorie ed economiche, oltre che etiche, si propone di contribuire a creare un mondo responsabile e consapevole per una nuova fraternità globale.

## Tracce
Testi di Francesco Lorenzi, musiche di Francesco Lorenzi, Roberto Visentin, Maurizio Baggio.
1. Appunti verso la fine del mondo – 3:03

## Video musicale
Il videoclip della canzone, presentato il 30 dicembre 2020 attraverso una première sul canale YouTube del gruppo, è stato diretto da Maurizio Baggio e prodotto da Francesco Lorenzi e Michele Rebesco. Adotta la doppia esposizione per sovrapporre ai componenti della band immagini del pianeta Terra, alternando situazioni di degrado ambientale ad altre di natura incontaminata. Alla realizzazione del video ha collaborato l'onlus per i diritti degli animali Animal Equality.
Nel 2025 Appunti verso la fine del mondo ha vinto il premio come "Miglior videoclip" alla prima edizione dei Catholic Music Awards.

## Formazione
- Francesco "The President" Lorenzi – voce, chitarra
- Riccardo "Trash" Rossi – batteria
- Matteo "Lemma" Reghelin – basso, cori
- Gianluca "Boston" Menegozzo – chitarra, cori
- Andrea "Cherry" Cerato – chitarra, cori